# Ferdinando Carlo von Gonzaga-Nevers

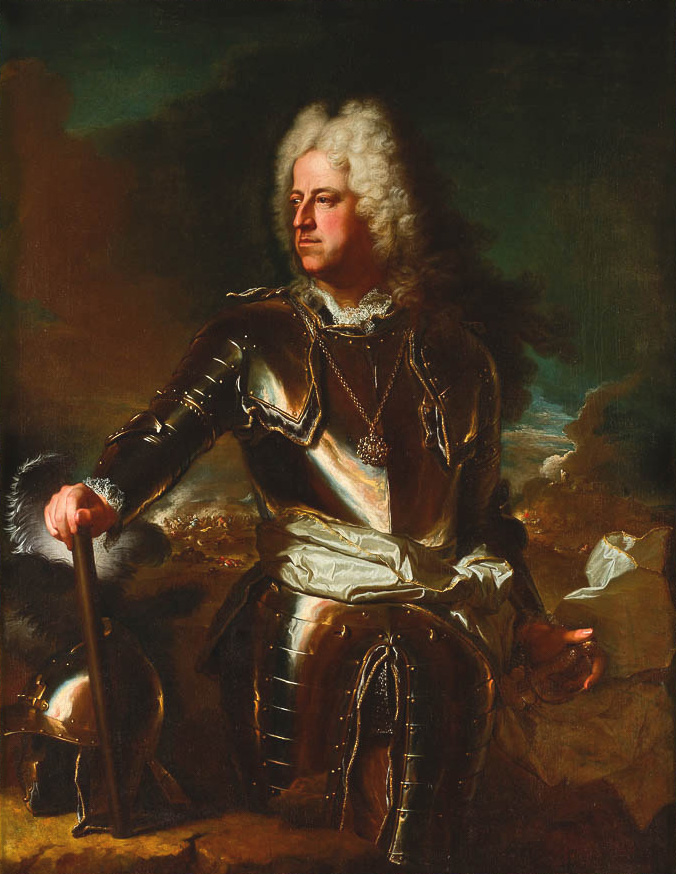
Ferdinando Carlo Gonzaga; Gemälde von Hyacinthe Rigaud (1706)

Ferdinando Carlo von Gonzaga-Nevers (* 31. August 1652 in Revere; † 5. Juli 1708 in Padua) war der letzte Herzog von Mantua und Montferrat sowie Fürst von Arches aus dem Hause Gonzaga. Verschiedentlich wird er als Carlo (dt. Karl) IV. bezeichnet.

## Leben
Ferdinando Carlo war das einzige Kind des Herzogs Carlo II. von Mantua und Montferrat. Als dieser im August 1665 starb, war Ferdinando kaum 13 Jahre alt und stand deshalb, als er die Nachfolge antrat, noch unter der Vormundschaft seiner Mutter Isabella Clara von Österreich (1629–1685), einer Nichte des Kaisers Ferdinand II. Im August 1669 übernahm Ferdinando formal selbst die Regierungsgeschäfte, seine Mutter übte jedoch noch einen maßgebenden Einfluss aus. Da sie jedoch mehr Unabhängigkeit gegenüber dem Kaiser anstrebte, nahm die Wiener Regierung ihre Liebesbeziehung zum Grafen Bulgarini zum Vorwand, eine päpstliche Anordnung zu erwirken, die Herzogin in ein Kloster einzuweisen und sie so an der weiteren Mitwirkung an der Regierung Mantuas zu hindern. Mit der Ausführung wurde Graf Gottlieb Amadeus von Windisch-Graetz als kaiserlicher Kommissar beauftragt. 
Am 8. Dezember 1678 schloss Ferdinando Carlo einen Vertrag mit Ludwig XIV. über die Überlassung der wichtigen Piemonteser Festung Casale gegen Geld an Frankreich. Der Minister des Herzogs Graf Ercole Antonio Mattioli (1640–1694) verriet den Geheimvertrag aber u. a. an die Herzogin von Savoyen und Venedig, weswegen dieser zunächst scheiterte, und wurde deswegen im Auftrag des erzürnten Ludwigs XIV. im April 1679 in Pinerolo gefangengesetzt (einige Autoren sahen in ihm einen Kandidaten für den Mann mit der eisernen Maske, der zeitweise im selben Gefängnis saß). Gonzaga leugnete alles ab, schloss 1681 einen neuen Vertrag mit Frankreich gegen das Versprechen von "centomila pistole", einer jährlichen Pension von 60.000 Lire, einer Karriere als General im Kriegsfall und der Überlassung eines Teils der eventuellen Eroberungen. Am 29. September 1681 marschierten die Franzosen in Casale ein, das daraufhin von Vauban zu einer mächtigen Festung ausgebaut wurde. Der venezianische Senat verbot sofort dem Gonzaga alle Beziehungen mit den „Edlen“ der Republik und sprach ihm alle Ehren ab.
Weitere Schlagzeilen machte Gonzaga 1685 wegen eines Streits mit Johann Georg III. von Sachsen, der in Venedig die Sängerin Margherita Salicola entführte, die Gonzaga für sich beanspruchte; die Venezianer stellten sich auf die Seite des Sachsen, der die Sängerin nach Dresden mitnehmen konnte. Ferdinando Carlo protegierte auch zahlreiche andere Sänger, darunter Berühmtheiten wie Maria Maddalena Musi und der Kastrat Domenico Cecchi genannt „Cortona“.
Tomaso Albinoni widmete ihm 1700 sein Op. 2 Sinfonie e concerti a cinque.
Da Ferdinando Carlo Gonzaga sich im Spanischen Erbfolgekrieg auf die Seite Frankreichs stellte, ließ Kaiser Joseph I. am 30. Juni 1708 vor dem Reichstag in Regensburg sein Fahnlehen Herzogtum Mantua einziehen, nachdem bereits Kaiser Leopold ihn 1701 zum Verräter erklärt hatte. Mantua wurde Reichsland, das der Kaiser in seinen Besitz eingliederte, Savoyen erhielt nun auch die zweite Hälfte von Montferrat (die erste Hälfte besaß es bereits seit dem Mantuanischen Erbfolgekrieg). Ferdinando Carlo starb nur wenige Tage später in Padua. Unter mysteriösen Umständen gaben einige Hypothesen an, dass der Herzog im Auftrag derselben Imperialen vergiftet worden wäre, die seine sperrige Gestalt loswerden wollten, während einige behaupteten, der Tod des Herzogs sei durch einen Sturz von einem Bucintoro eingetreten.

## Familie und Nachkommen
Ferdinando Carlo heiratete 1670 in erster Ehe Anna Isabella Gonzaga († 11. August 1703), Tochter des Herzogs Ferrante III. Gonzaga von Guastalla. Am 8. November 1704 heiratete er ein zweites Mal, jetzt Susanne Henriette von Lothringen-Elboeuf (* 1. Februar 1686; † 19. Dezember 1710), Tochter des Charles III. de Lorraine, duc d’Elbeuf. Beide Ehen blieben kinderlos.
Es sind jedoch einige uneheliche Nachkommen bekannt:
- Giovanni Gonzaga (* 26. Juli 1671; † 27. Oktober 1743)
- Giovanna Gonzaga (* unbekannt; † 1739); ⚭ Grafen von Bardoxi
- Clara Clarina Gonzaga (* 1686; † 1749), Nonne (Kapuziner) in Mantua
- Carlo Gonzaga (* 1692; † 1771), Gouverneur verschiedener Orte im Kirchenstaat, Kanonikus an der römischen Peterskirche, Kammerkleriker
- Isabella Clara Gonzaga (* 1694; † 1753), Terziarierin der Serve di Maria in Mantua
- Maria Elisabetta Gonzaga (* 1695; † nach 1750), Nonne (Kapuziner) in Mantua